# وادي سعادة (تعز)
وادي سعاده هي إحدى قرى الجمهورية اليمنية. تتبع جغرافيا لمحافظة تعز وإداريًا لمديرية جبل حبشي. يبلغ تعداد سكانها 2799 نسمة حسب الإحصاء الذي أجري عام 2004.